# Cabinda (município)
Cabinda, também conhecida pelo nome Chioua, é uma cidade e município de Angola localizada na costa do Oceano Atlântico, capital administrativa da província de Cabinda.
Segundo as projeções populacionais de 2018, elaboradas pelo Instituto Nacional de Estatística, conta com uma população de 699.053 habitantes e área territorial de 1 823 km², sendo o município mais populoso da província e o nono mais populoso da nação.
Cabinda foi elevada a categoria de cidade em 28 de maio de 1956, através do despacho legislativo nº 2.757, proposto pelo então governador português do distrito do Congo, Jaime Pereira de Sampaio Forjaz de Serpa Pimentel.

## Etimologia
Segundo o historiador e padre Joaquim Martins, o nome "Cabinda" tem origem da junção do termo "Mafuca" com o nome próprio "Binda", onde a aglutinação da última sílaba da palavra "Mafuca" — que nos antigos reinos de Loango, Cacongo e Angoio-Nagoio era uma espécie de intendente-geral do comércio e dignatário do rei que, em nome deste último, tratava de todas as transações comerciais —  junta-se a "Binda", que era o nome do "Mafuca" naquela época. Este intendente-geral do comércio de nome Binda era, portanto, um importante funcionário público que tratava questões de interesse dos reinos nativos com os portugueses.
No século XIX, a cidade foi denominada também como "Porto Rico", "Vila Amélia" e "Palmar".
Chioua Chimuisi, outra designação dada a cidade de Cabinda, provém de Tchowa, que significa "grande mercado de peixes", nome registrado para a localidade no início da era colonial, quando ainda era somente um vilarejo de pescadores, e; Tchimuisi, referente a uma lenda de uma sereia que habitava os arredores de Chioua.

## História
Em 1490 Cabinda resumia-se a um pequeno povoado de pescadores e caçadores que vivia a beira-mar. A partir das cercanias de 1530 torna-se a mais importante saída marítima do reino de Cacongo, um dos Estado confederados do reino do Congo.
A partir do século XVII Cabinda paulatinamente foi tornando-se uma localidade comercial, com a presença de uma feitoria portuguesa na área em 1620 para negociação de escravos, de panos lubongo, de sal e de madeira. A feitoria no povoado era tão vital que justificou a Expedição de Cabinda, em 1723, onde uma aliança luso-brasileira investiu contra as posições britânicas e as derrotou.
Em 1783 os portugueses costuram um acordo com as autoridades de Cocongo para a construção do Forte de Santa Maria de Cabinda. O forte acabou por ser destruído no ano seguinte após uma incursão conjunta de Angoio, Cacongo e França. O ataque foi bem sucedido, mas trouxe um período de instabilidade para a localidade até o final das Guerras Napoleônicas, quando o reino do Angoio iniciou o processo de fragmentação política e se afastou da cidade de Cabinda.
O fim definitivo do embarque de escravos pelo porto cabindense, na década de 1840, expôs as dificuldades financeiras do reino Cacongo, que passou a depender cada vez mais do comércio com a Fortaleza de Cabinda e do movimentado porto peixeiro, de tecidos, de sal e de madeira que havia na localidade.
Em 1883 Cabinda já havia se transformado em uma importante vila marítima e comercial no Oceano Atlântico para a África Ocidental Portuguesa, em uma calma baía, ponto vital de navegação nas proximidades da desembocadura do rio Congo. Até o final do século XIX a área que atualmente equivale ao interior do município era extremamente pobre e insalubre, fato que fazia agregar cada vez mais população na faixa costeira. O aumento do comércio portuário favoreceu o desenvolvimento urbanístico, as trocas de mercadorias relacionado com a atividade marítima e outros serviços auxiliares.
Em 1 de fevereiro de 1885, a sete quilômetros ao norte do centro da cidade, onde hoje se encontra um monumento, foi assinado o Tratado de Simulambuco, onde a região de Cabinda foi reconhecida oficialmente como protetorado português. Em 1885, passou a ser designada Porto Rico.
Em 1887 Cabinda passou a sede de circunscrição administrativa. Em 31 de maio de 1887 a vila de Cabinda passa sediar, simultaneamente, a capital do recém-criado "distrito do Congo" (atual província do Uíge) e do "Protetorado do Congo Português". Em julho de 1890 foi elevada à categoria de vila, ocorrendo, em 1896, a mudança de sue nome para Vila Amélia.
Mantém a condição de capital das duas entidades até 1917, quando ocorre a transferência da sede distrital para Maquela do Zombo e absorção jurídica completa do protetorado e sua subsequente extinção. Em 1919 a vila de Cabinda torna-se a capital do distrito de Cabinda (atual província de mesmo nome).
Em 28 de maio de 1956 Cabinda foi elevada a categoria de cidade, através do despacho legislativo nº 2.757, proposto pelo então governador distrital Jaime Pereira de Sampaio Forjaz de Serpa Pimentel. A categoria de cidade estava mais adequada ao figurino jurídico-administrativo de sede de distrito provincial. A partir deste ano a cidade passou a concentrar os serviços de apoio à governação, as juntas locais, as comissões municipais e a câmara municipal, transformando o panorama cabindense.
Após a Revolução de 25 de Abril de 1974 em Portugal, a cidade ficou sob controle do Movimento Popular de Libertação de Angola (MPLA) durante a campanha militar Miconje-Cabinda. Em 1975, nas vésperas da independência nacional, ocorreram intensos combates na batalha da fronteira Antó-Iema contra as forças conjuntas da Frente Nacional de Libertação de Angola (FNLA) e do Exército Zairense. Ao que conseguiram repelir a entrada na fronteira, as forças do MPLA passaram aos combates da batalha do Morro do Chizo, na zona sul da cidade de Cabinda, contra a unidade da FNLA, que estava nas margens do rio Lucola, vencendo os rivais. A cidade de Cabinda, assim, concentrou os maiores esforços militares da guerra na província entre 1974 e 1976, principalmente na batalha do Morro do Chizo, passando a ser um ponto fortemente guarnecido em termos militares, sendo a principal base das Forças Armadas Angolanas no Conflito de Cabinda.

## Geografia
O município tem 1823 km², sendo que sua principal referência geográfica é a enseada-baía de Cabinda, que cobre quase toda a faixa litorânea da cidade. É limitado a norte pelo município do Cacongo, a leste e sul pela República Democrática do Congo, e a oeste pelo Oceano Atlântico. A cidade encontra-se situada nas coordenadas 5° 33' sul e 12° 12' leste, a 24 metros de altitude.
O município é dominado pela ecorregião das "savanas e florestas de escarpa angolanas", com porções de "florestas equatoriais atlânticas" nas zonas mais ao leste.
Forma, com os municípios de Angoio, Liambo e Tando Zinze, a virtual "Região Metropolitana de Cabinda".

### Clima
| Dados climatológicos para Cabinda | Dados climatológicos para Cabinda | Dados climatológicos para Cabinda | Dados climatológicos para Cabinda | Dados climatológicos para Cabinda | Dados climatológicos para Cabinda | Dados climatológicos para Cabinda | Dados climatológicos para Cabinda | Dados climatológicos para Cabinda | Dados climatológicos para Cabinda | Dados climatológicos para Cabinda | Dados climatológicos para Cabinda | Dados climatológicos para Cabinda | Dados climatológicos para Cabinda |
| Mês                               | Jan                               | Fev                               | Mar                               | Abr                               | Mai                               | Jun                               | Jul                               | Ago                               | Set                               | Out                               | Nov                               | Dez                               | Ano                               |
| --------------------------------- | --------------------------------- | --------------------------------- | --------------------------------- | --------------------------------- | --------------------------------- | --------------------------------- | --------------------------------- | --------------------------------- | --------------------------------- | --------------------------------- | --------------------------------- | --------------------------------- | --------------------------------- |
| Temperatura máxima recorde (°C)   | 32                                | 33                                | 33                                | 33                                | 33                                | 29                                | 28                                | 29                                | 30                                | 33                                | 33                                | 34                                | 34                                |
| Temperatura máxima média (°C)     | 30                                | 31                                | 31                                | 31                                | 29                                | 26                                | 26                                | 26                                | 27                                | 28                                | 29                                | 28                                | 28                                |
| Temperatura mínima média (°C)     | 23                                | 23                                | 23                                | 23                                | 23                                | 21                                | 18                                | 19                                | 21                                | 23                                | 23                                | 23                                | 22                                |
| Temperatura mínima recorde (°C)   | 20                                | 19                                | 18                                | 19                                | 19                                | 16                                | 13                                | 15                                | 16                                | 19                                | 19                                | 19                                | 13                                |
| Precipitação (mm)                 | 58,4                              | 109,2                             | 83,8                              | 116,8                             | 55,9                              | 0                                 | 0                                 | 2,5                               | 5,1                               | 33                                | 114,3                             | 88,9                              | 668                               |
| Fonte: 6-9-2010                   |                                   |                                   |                                   |                                   |                                   |                                   |                                   |                                   |                                   |                                   |                                   |                                   |                                   |

### Subdivisões
Até setembro de 2024 o município de Cabinda estava dividido em três comunas: Cabinda (a cidade-sede do município), Malembo e Tando Zinze. Em 5 setembro de 2024, parte do município de Cabinda foi desmembrado para dar origem aos municípios de Angoio, Liambo e Tando Zinze.
Após a subdivisão, a cidade ficou organizada nos seguintes bairros: Centro, Ponta do Farol, A Vitória é Certa, Lombo-Lombo, Luvassa, 1 de Maio, Mongo Balança, Povo Grande, Ambaca, Baixa da Cidade, Resistência, Lúcio Tchiweka, Morro do Chizo, Zangoio, Mangue Seco e Emcica.

### Demografia
O município tem 699.053 habitantes e área territorial de 1 823 km², sendo o município mais populoso da província e o oitavo mais populoso da nação. Para efeitos de comparação da elevada explosão demográfica, no censo realizado em 15 de dezembro de 1970, a localidade possuía 21 124 habitantes.
Da população do município, 46,8% são homens e 53,2% são mulheres.
A população de Cabinda é majoritariamente da etnia congo, do subgrupo étnico ibinda, coexistindo com minorias de ambundos, ovimbundos e chócues, estes vindos de fluxos migratórios do dinamismo econômico do petróleo e pelos deslocamentos nacionais causados pelas guerras. Ainda há subgrupos luso-angolanos, migrantes quinxassa-congoleses, brazavile-congoleses e chineses. Essa formação diversa faz com que a cidade de Cabinda tenha configuração demográfica cosmopolita única dentro da província.
A língua falada na cidade é o português, coexistindo com o ibinda ou fiote.

## Economia
Na economia primária, há uma grande quantidade de habitantes da cidade e do município vinculados a atividades pesqueiras (marítima e fluvial), marisqueiras e na agricultura de regime de campesinato. O extrativismo vegetal concentra-se na extração de madeira.
Na indústria extrativa o foco fica com o petróleo, que é estocado nos Terminais de Armazenamento do Campo de Malongo, na zona norte da cidade. Está em construção na cidade a Refinaria de Cabinda, com expectativa de produção de 30.000 barris de petróleo diários quando concluída a primeira fase. Existe também a extração industrial de fosfato e de argila. Outras atividades industriais estão na construção civil e na fabricação de bebidas e de óleos culinários.
A logística de transportes, o comércio, a hotelaria e o turismo, além dos serviços administrativos e financeiros, são outras atividades que geram importante massa salarial para a economia da cidade.

## Cultura e lazer

### Manifestações culturais

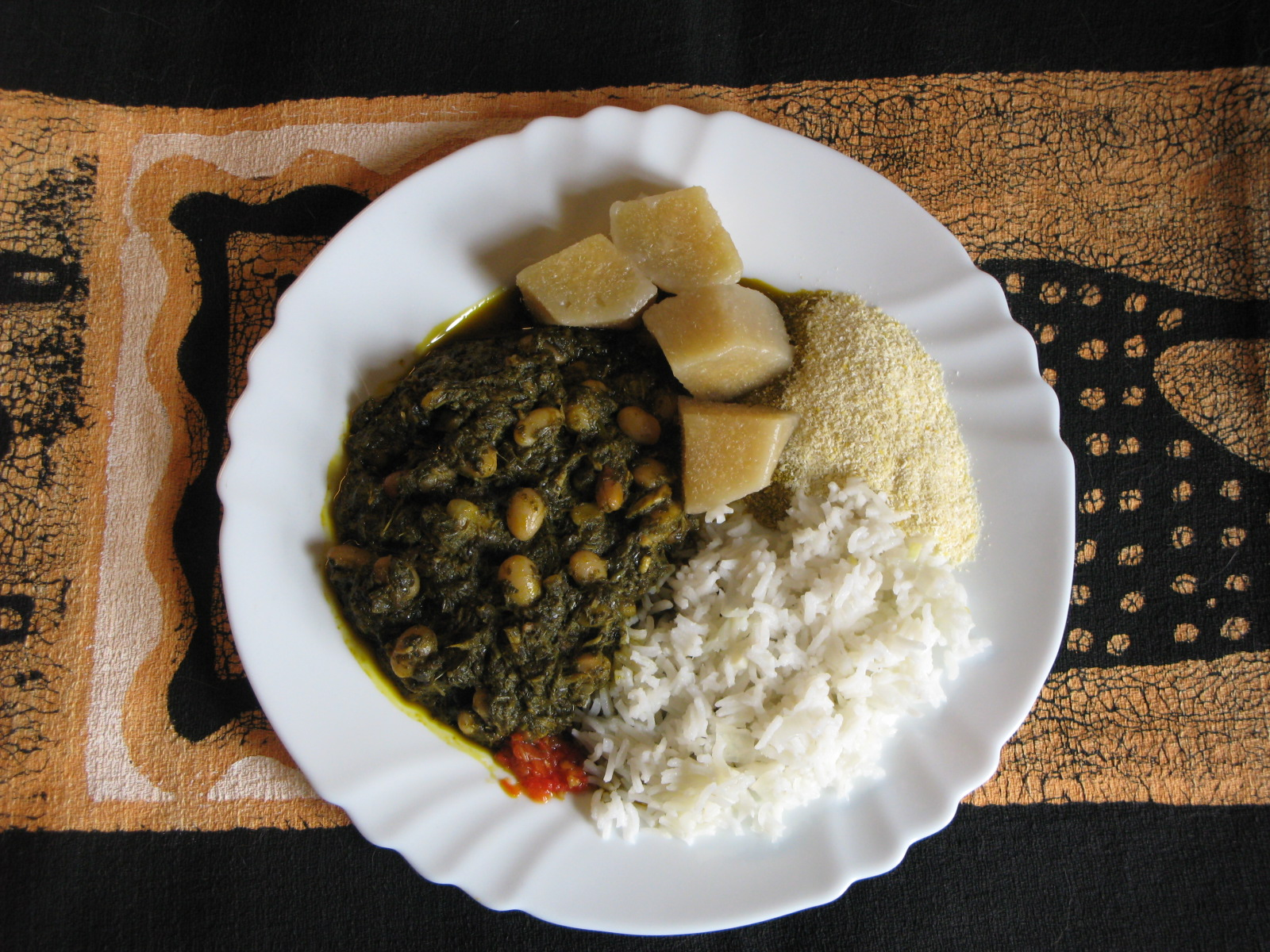
Uma quizaca com feijão (ou quizaca de cabinda), com chicuanga de pau, farinha de mandioca, arroz e gindungo, em 2014.

A população da cidade possui uma cultura peculiar, com usos e costumes especiais, desde a sua forma de se vestir e comer até os rituais tradicionais, principalmente o chicumbe e as célebres cerimônias dos Bacamas do Chizo, um grupo ritual tradicional que possibilita a interação entre o povo vivo e os espíritos ocultos dos deuses e dos antepassados, assegurando assim a reconciliação entre os mortos e os vivos.
O Museu de Cabinda é um dos maiores centros de pesquisa e coleta da tradição oral cabindense. O museu expõe peças artesanais, tradições, usos e costumes da província. A cidade possui também um centro cultural que desenvolve diversas atividades nas áreas da música, dança, artes cênicas e visuais.
Uma das principais manifestações de cunho cultural-religioso é Procissão do Corpo de Deus, realizada pelos católicos todos os anos, no mês de junho. Outra festividade católica importante é a Festa de São José de Cabinda, realizada todos os anos, em março. Ambas as festividades são promovidas pela Diocese de Cabinda.
Dentre os preparos culinários culturalmente cabindeses, destaca-se a quizaca com feijão acompanhada de chicuanga de pau.

### Lazer
Os principais locais turísticos da cidade são: o embarque de escravos de Chinfuca, Gruta de Malembo, Igreja Católica Nossa Senhora Rainha do Mundo, Igreja Católica Imaculada Conceição, Cemitério dos Nobres, Cemitério dos Franques, Igreja Evangélica Tendequela, Centro Turístico de Mabande, Largo Pedro Benge, Largo Deolinda Rodrigues, Largo Missão Católica, Parque Infantil, as ruínas do Forte de Santa Maria de Cabinda, Zona Paisagística de Iema e Zona Paisagística do Iabi.

### Desportos
O município de Cabinda possui três times que participam regularmente de competições provinciais e do Campeonato Angolano de Futebol, também conhecido como Girabola, são eles: Sporting Clube Petróleos de Cabinda, Sport Cabinda e Benfica e Futebol Clube de Cabinda.
Cabinda foi a sede do grupo B do Campeonato Africano das Nações de 2010 (CAN 2010), cujos participantes foram Costa do Marfim, Gana e Burkina Faso. A seleção de Togo foi desclassificada da competição por não comparecer a partida contra Gana devido ao ataque sofrido por sua delegação de rebeldes separatistas de Cabinda, em 8 de janeiro. Os jogos foram disputados no Estádio Nacional do Chiazi, localizado no Bairro Chiazi, com capacidade para 20 000 pessoas, cuja construção foi concluída em 2010. Além do Chiazi, há o Estádio do Tafe.[carece de fontes?]

## Infraestrutura

### Abastecimento de água
O abastecimento de água potável na cidade é assegurado pela Empresa Provincial de Águas e Saneamento de Cabida (EPASC), que sustenta o sistema por captações subterrâneas e de rios e, principalmente, dos lagos Cuculo e Lombo e dos rios Lulongo e Lucola, sendo a água bombeada por eletrobombas para os reservatórios.

### Comunicações
Do ponto de vista de comunicação, os serviços disponíveis são os telefónicos — telefonia fixa e móvel — ofertados pelas operadoras Angola Telecom, Movicel e Unitel; serviços de rádio com frequência da Rádio Cabinda (retransmissora da Rádio Nacional de Angola), da Rádio Ecclesia, da Rádio Comercial de Cabinda e da Rádio Mais; televisivo, com repetidores da Televisão Pública de Angola e da TV Zimbo; Correios de Angola, com serviços de correio e telégrafo, e; serviço de internet disponível pelas operadoras ZAP e Multitel. Nas mídias impressas, ainda há o tradicional Jornal de Angola e o jornal regional Nkanda.

### Educação
Em Cabinda estão localizadas algumas importantes instituições de ensino superior, com destaque para o polo da Universidade Lusíada de Angola. Antes da reforma territorial-administrativa de 2024, o campus sede da Universidade 11 de Novembro e do Instituto Superior de Ciências da Educação de Cabinda estavam localizados na cidade de Cabinda. Agora estão territorialmente dentro da cidade de Liambo.

### Energia eléctrica
O fornecimento de energia eléctrica na cidade é garantido pela Central Termelétrica de Fútila e pela Central Termelétrica de Cabinda-Malembo. Prevê-se aumento da oferta com as linhas de transmissão Inga-Cabinda-Ponta Negra, que transmite da fonte Complexo Hidroelétrico de Inga. A eletricidade é distribuída a nível residencial e comercial pela Empresa Nacional de Distribuição de Electricidade (ENDE).

### Saúde
No âmbito da saúde, a cidade dispõe dos centros de referência Hospital Geral Central de Cabinda, Hospital Provincial 28 de Agosto, Hospital Militar de Cabinda, Hospital Municipal de Cabinda-Chinga e Dispensário-Maternidade 1º de Maio, além de diversas clínicas e centros de saúde.

### Segurança
O sistema de segurança pública de Cabinda é garantido por batalhões da Polícia Militar das Forças Armadas Angolanas, por um destacamento permanente da Polícia Nacional e por um quartel do Serviço de Protecção Civil e Bombeiros.
Embora não tenha papel de força de segurança pública convencional, na cidade está a sede da Região Militar Cabinda, que congrega a Base Costeira de Cabinda da Marinha de Guerra Angolana, onde está estacionado o Comando Naval de Cabinda e a Esquadrilha de Lanchas de Patrulha e Fiscalização de Cabinda.

### Transportes
As principais vias de ligação da cidade e do município de Cabinda são a rodovia EN-100, que a liga a cidade de Angoio, ao sul, e; a cidade de Massabi, ao norte. Existe ainda a EN-201 que liga a cidade de Cabinda a cidade de Tando Zinze e a vila de Zenze do Lucula, ao nordeste, e; a EN-202, que a liga ao Malembo a vila de Zenze do Lucula, ao nordeste.
Dado que Cabinda é um exclave, sua mais rápida comunicação com o restante do território nacional se dá por via aérea, sendo que a principal facilidade desta natureza é o Aeroporto Maria Mambo Café.
Porém as mais importantes e fundamentais facilidades de transporte do município estão no chamado Complexo Portuário de Cabinda, que inclui o Porto de Cabinda, o Porto Pesqueiro, o Porto de Caio, o Porto de Malongo e o Porto de Fútila, especializados em embarque de petróleos, equipamentos industriais, alimentos e pessoas.